# Mon cœur et mes millions

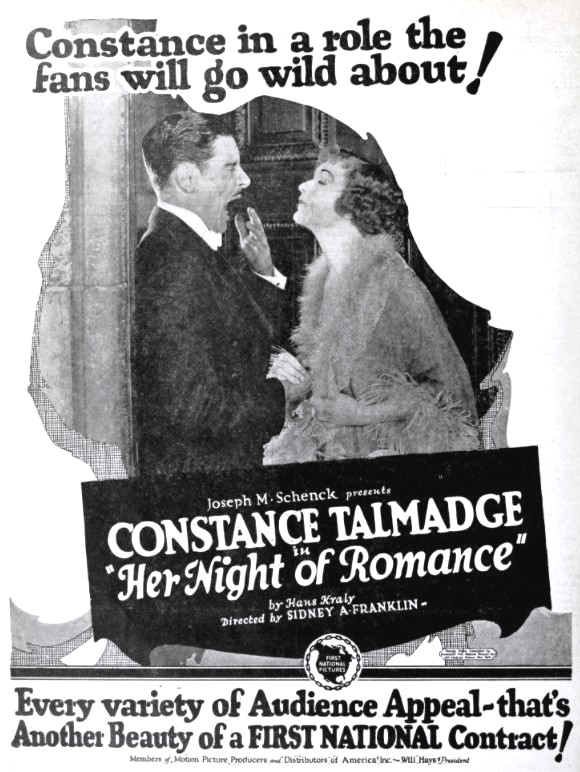
Annonce du film dans le magazine Film Daily

Mon cœur et mes millions (Her Night of Romance) est un film américain réalisé par Sidney Franklin et sorti en 1924, coproduit par l'actrice principale Constance Talmadge.

## Fiche technique
- Titre : Mon cœur et mes millions
- Titre original : Her Night of Romance
- Réalisation : Sidney Franklin
- Scénario : Hans Kraly
- Producteur : Constance Talmadge, Joseph Schenck
- Photographie : Ray Binger, Victor Milner
- Montage : Hal C. Kern
- Durée : 8 bobines
- Date de sortie : octobre 1924

## Distribution
- Constance Talmadge : Dorothy Adams
- Ronald Colman : Paul Menford
- Jean Hersholt : Joe Diamond
- Albert Gran : Samuel C. Adams
- Robert Rendel : Prince George
- Sidney Bracey : Butler
- Joseph J. Dowling : Professeur Gregg
- Templar Saxe : Dr. Wellington
- Eric Mayne : Dr. Scott
- Emily Fitzroy : Nurse
- Clara T. Bracy : Housekeeper
- James O. Barrows : Old Butler
- Claire de Lorez : Artiste